# Norberg
Norberg är en tätort i Västmanland och centralort i Norbergs kommun, Västmanlands län. Norberg består huvudsakligen av två stora delar, Norberg i söder och Kärrgruvan i norr. 

## Historik

### Järnframställning
Gruvdrift i Norbergs malmfält har spelat en mycket stor roll för Norbergs framväxt. Spåren är välbevarade och än idag kan man stöta på gamla gruvmiljöer, lavar, dagbrott och övergivna gruvhål i området. Norberg var länge municipalsamhälle i häradet Gamla Norbergs bergslag och järnframställningen i området kan spåras tillbaka till 500-talet. Gamla Norbergs bergslag räknades till Dalarna.

### Spännarhyttan
Spännarhyttan var en hytta som anlades i slutet av 1800-talet för produktion av tackjärn. Den ersattes 1974 av Europas modernaste masugn projekt Stål 74. Masugnens järn transporterades i flytande form i täckta järnvägsvagnar till Surahammar. I efterverkningarna av oljekrisen 1973 blev driften olönsam och ägaren ASEA beslutade om nedläggning, vilket efter starka lokala protester genomfördes 1981. I dag finns bara en modell av projekt Stål 74 i Bergslagens medeltidsmuseum i Karlberg.

### Förstlingen

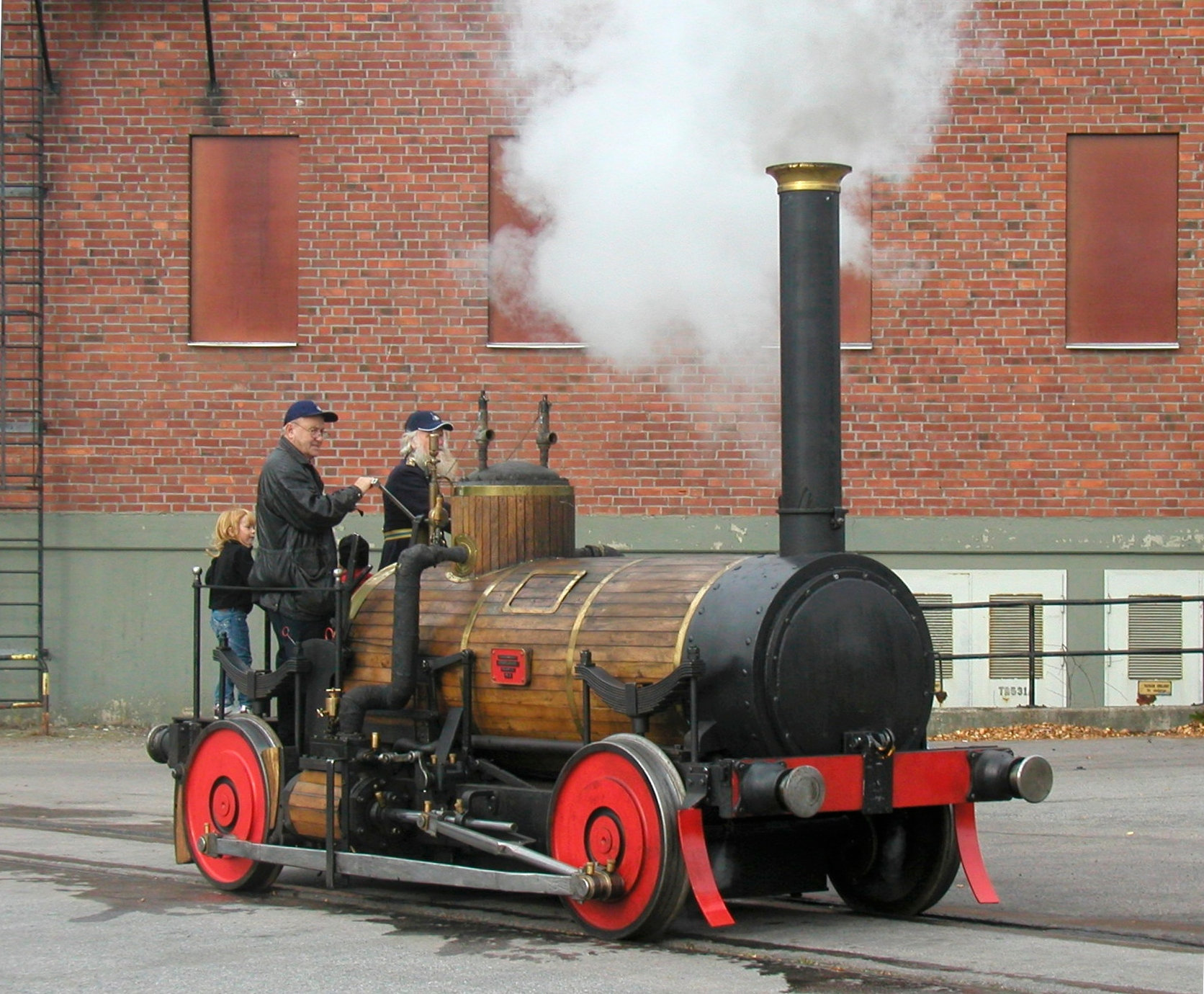
Förstlingen II, kopia av Förstlingen.

År 1853 levererades Sveriges första lokomotiv, Förstlingen, av Munktells Mekaniska Verkstad i Eskilstuna till Norbergs Järnväg.
Norbergs järnväg hade spårvidden 891 mm (tre svenska fot). Efter en tid lämnades Förstlingen tillbaka till Eskilstuna för att byggas om till normal spårvidd. Loket användes senare på Nora-Ervalla Järnväg till 1870 och skrotades 1871.

### Världsrekordet 2004
Den 10 juli 2004 samlades 581 personer med efternamnet Norberg i just Norberg. Bland annat sjöngs en sång om Norberg. Kontrollanter från Guinness World Records räknade antalet personer och genomförde ID-kontroller och därefter anmäldes rekordförsöket till Guinness rekordbok. Världsrekordet höll i drygt två år och slogs av de 1 244 personer med efternamnet Jones som samlades i november 2006 i Cardiff, Wales.

### Administrativa tillhörigheter
Norbergs var och är ännu idag kyrkby i Norbergs socken och ingick efter kommunreformen 1862 i Norbergs landskommun där Norbergs municipalsamhälle inrättades för orten 30 september 1889.
År 1952 omvandlades landskommunen till Norbergs köping där utbredningen av samhällets bebyggelse bara upptog en mindre del av köpingskommunen. År 1971 omvandlades köpingen till Norbergs kommun med Norberg som centralort.
I kyrkligt hänseende hörde Norberg länge till Norbergs församling, som 2010 uppgick i Norberg-Karbennings församling.
Judiciellt ingick Norberg i samma tingslag och tingsrätt som Norbergs socken och Gamla Norbergs bergslag.

### Befolkningsutveckling
| Befolkningsutvecklingen i Norberg 1900–2020   | Befolkningsutvecklingen i Norberg 1900–2020 | Befolkningsutvecklingen i Norberg 1900–2020 | Befolkningsutvecklingen i Norberg 1900–2020 | Befolkningsutvecklingen i Norberg 1900–2020 |
| --------------------------------------------- | ------------------------------------------- | ------------------------------------------- | ------------------------------------------- | ------------------------------------------- |
|                                               |                                             |                                             |                                             |                                             |
| År                                            |                                             |                                             | Folkmängd                                   | Areal (ha)                                  |
| 1900                                          | 1900                                        |                                             | 471                                         | †                                           |
| 1960                                          | 1960                                        |                                             | 5 605                                       |                                             |
| 1965                                          | 1965                                        |                                             | 5 505                                       |                                             |
| 1970                                          | 1970                                        |                                             | 5 392                                       |                                             |
| 1975                                          | 1975                                        |                                             | 5 438                                       |                                             |
| 1980                                          | 1980                                        |                                             | 5 658                                       |                                             |
| 1990                                          | 1990                                        |                                             | 5 310                                       | 802                                         |
| 1995                                          | 1995                                        |                                             | 5 103                                       | 803                                         |
| 2000                                          | 2000                                        |                                             | 4 644                                       | 808                                         |
| 2005                                          | 2005                                        |                                             | 4 634                                       | 808                                         |
| 2010                                          | 2010                                        |                                             | 4 518                                       | 809                                         |
| 2015                                          | 2015                                        |                                             | 4 653                                       | 675                                         |
| 2020                                          | 2020                                        |                                             | 4 520                                       | 701                                         |
| † Befolkning runt ett municipalsamhälle 1900. |                                             |                                             |                                             |                                             |

## Bebyggelse
Den äldsta bevarade bebyggelsen i Norberg ligger samlad längs Norbergsån, som rinner genom orten. Där finner man gårdar som härstammar från medeltiden, samt från 1700-talet. Dessvärre gick mycket bebyggelse förlorad vid en stor brand 1727, en brand som ledde till att i princip hela området öster om ån ödelades. Trots branden kan man ännu se det ursprungliga bebyggelsemönstret med bodar, tvättstugor och brygghus längs ån, samt mangårdsbyggnader och bostadshus en bit därifrån.

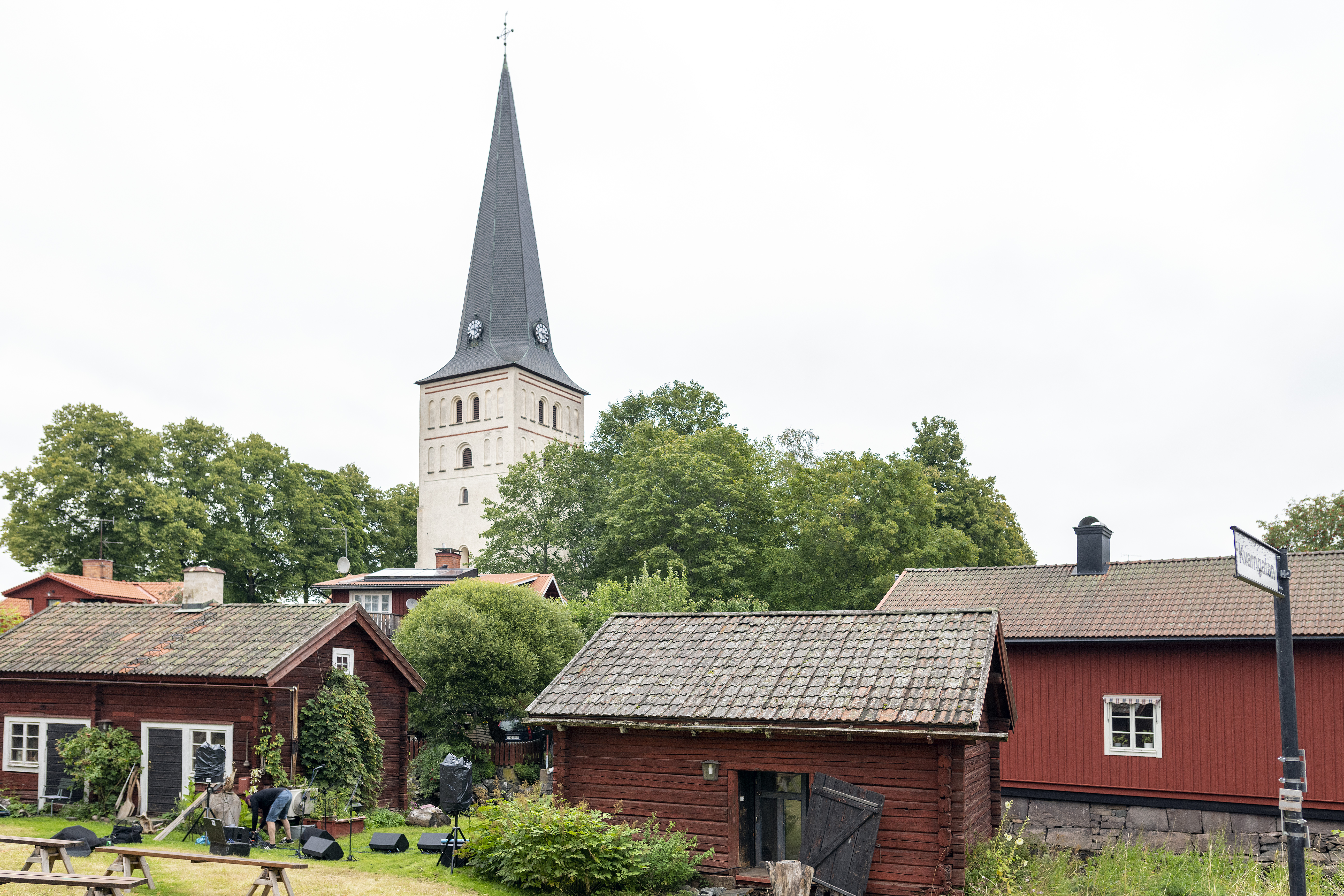
Norbergs äldre bebyggelse

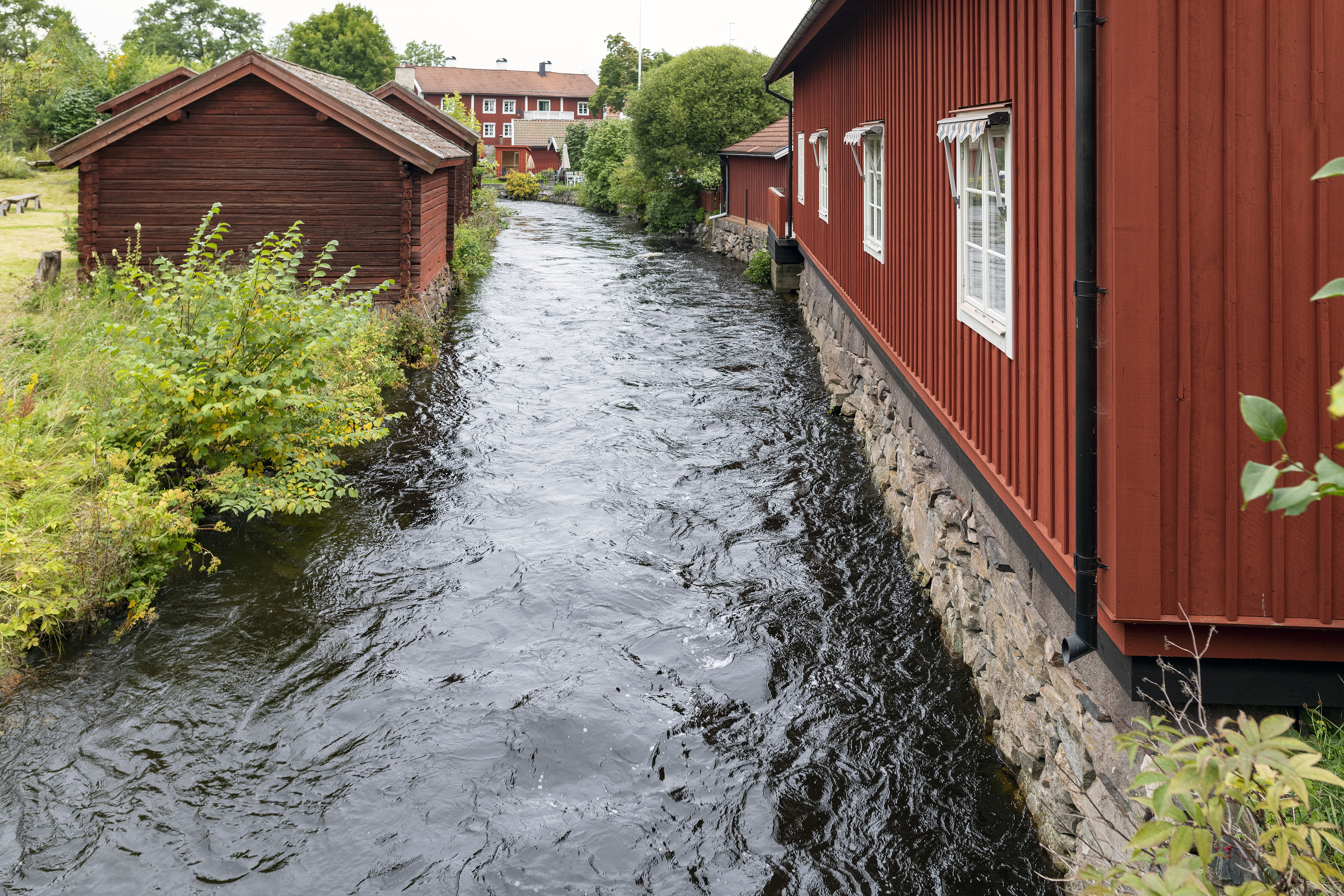
Norbergsån inom medeltida delen

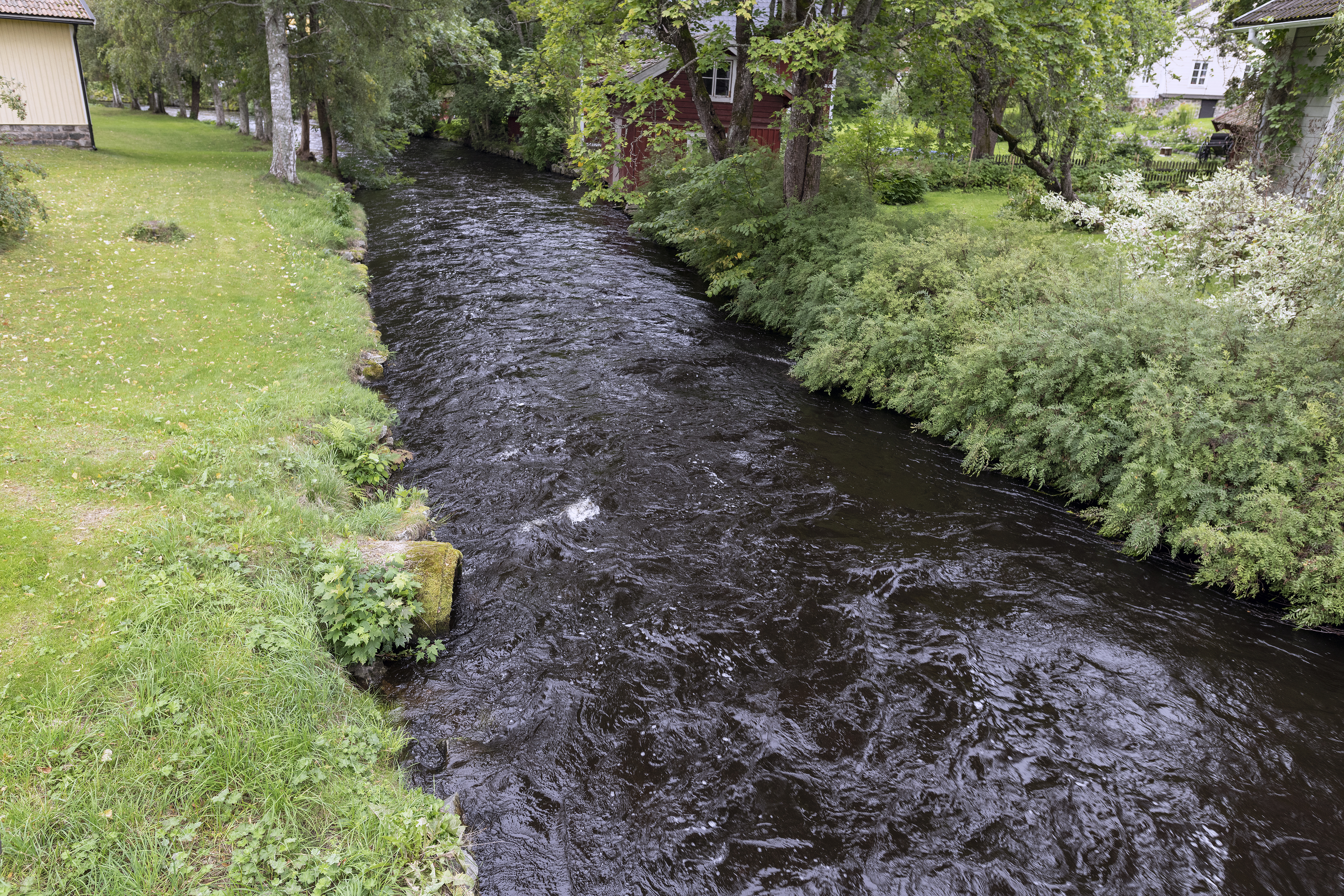
Norbergsån inom medeltida delen

### Norbergs kyrka
De äldsta delarna av Norbergs kyrka, bland annat dess valv, är från 1300- och 1400-talen. På kyrkogården finns en benkammare från 1700-talet. Kyrkans torn och interiör förändrades efter branden 1727. Idag härstammar dock mycket av kyrkans utseende från en restaurering 1904.

### Östra kyrkogården med gravkapellet
I östra kyrkogården ligger Norbergs gravkapell, som är ritat av Ferdinand Boberg.

### Lavar

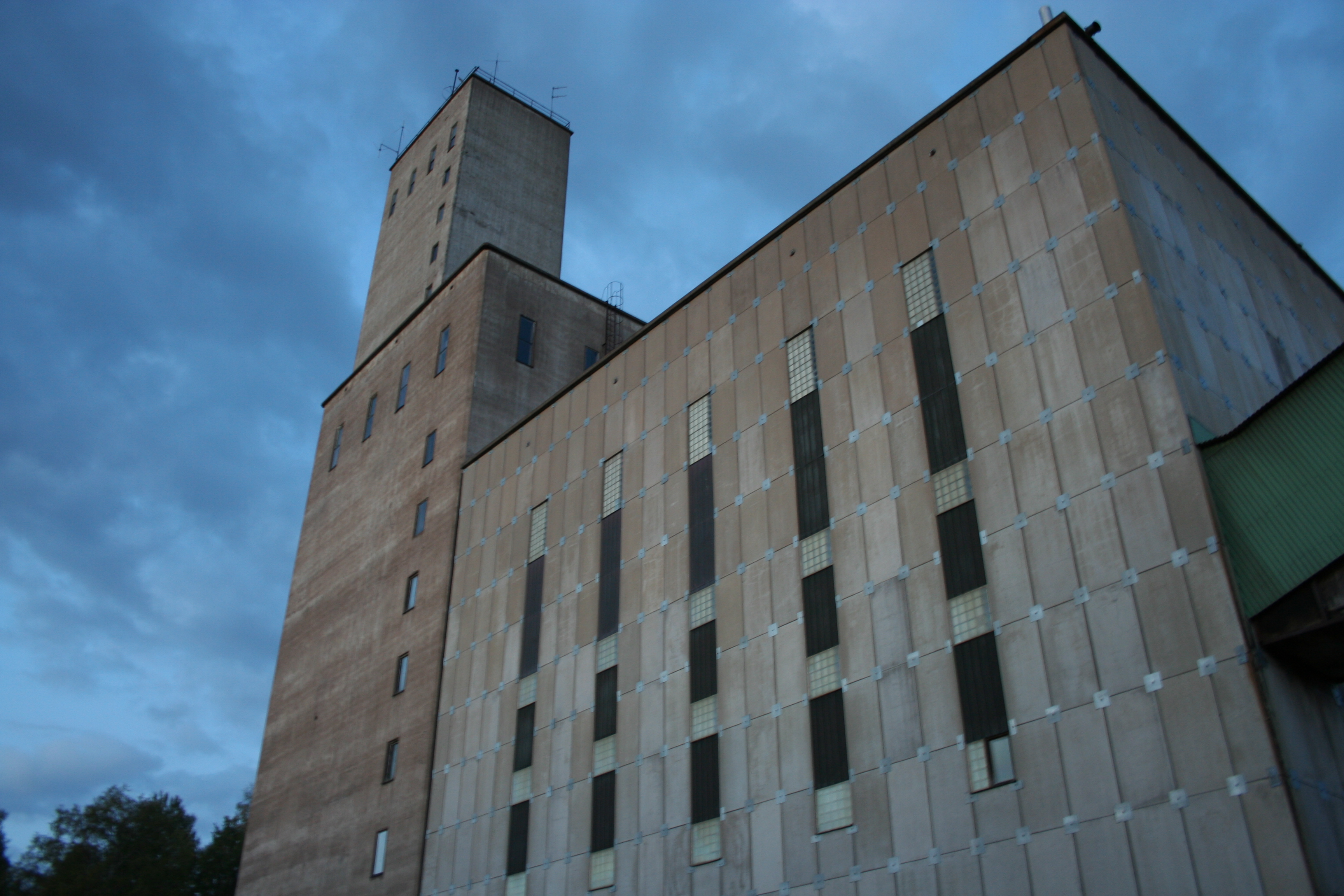
Mimerlaven i Norberg.

Mitt i Norberg tornar sig en omkring 70 meter hög lave upp, den så kallade Mimerlaven. En gång i tiden nyttjades den till att hissa upp malm från gruvor. Idag används Mimerlaven främst som plats för evenemang, bland annat Sveriges största elektronmusikfestival, Norbergfestival, som genomförs i juli varje år. Den första betonglaven i Sverige byggdes i Kärrgruvan år 1916.[källa behövs]

## Stadsbild

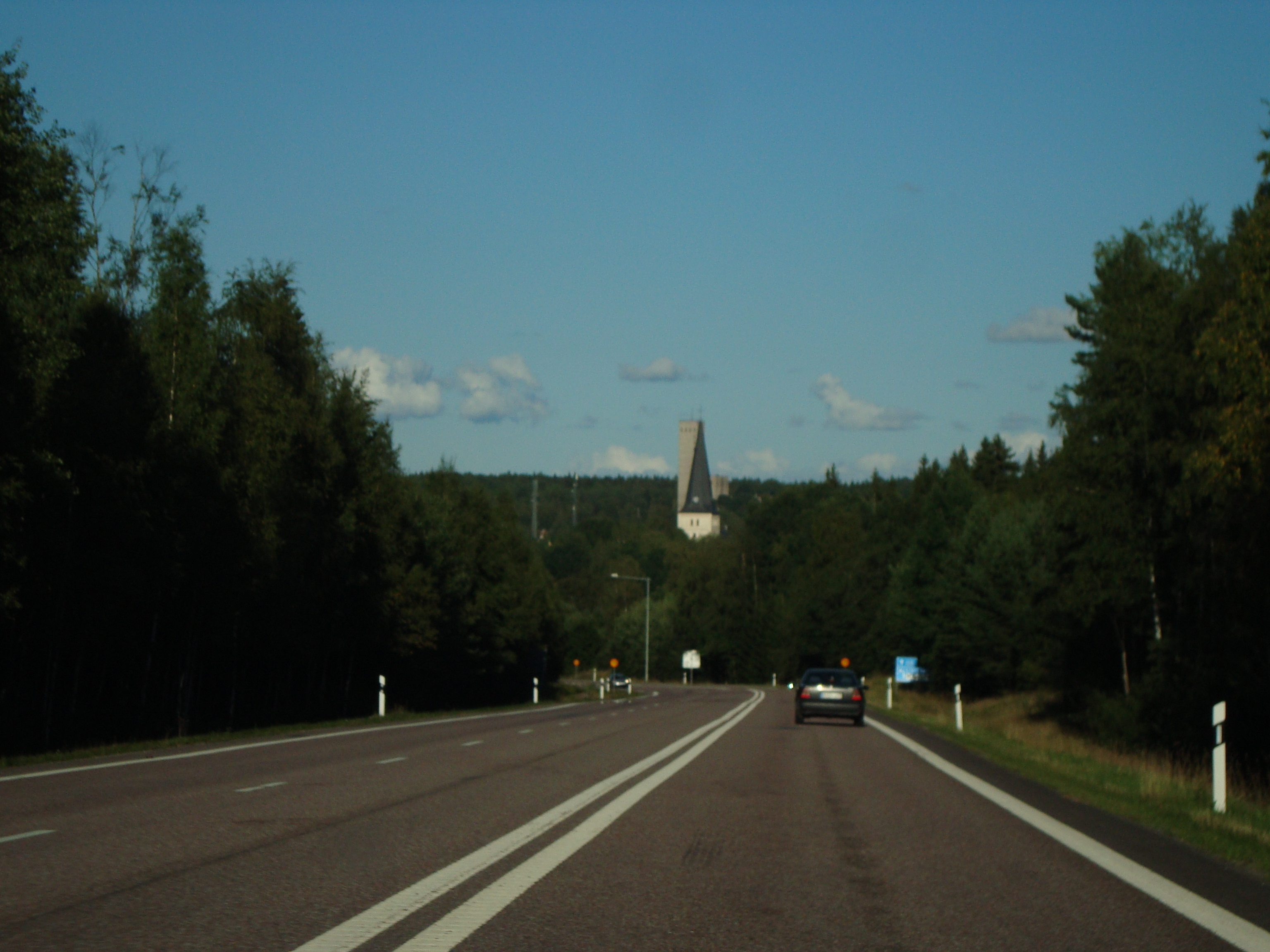
Utsikten från Riksväg 68/69 strax utanför Norberg.

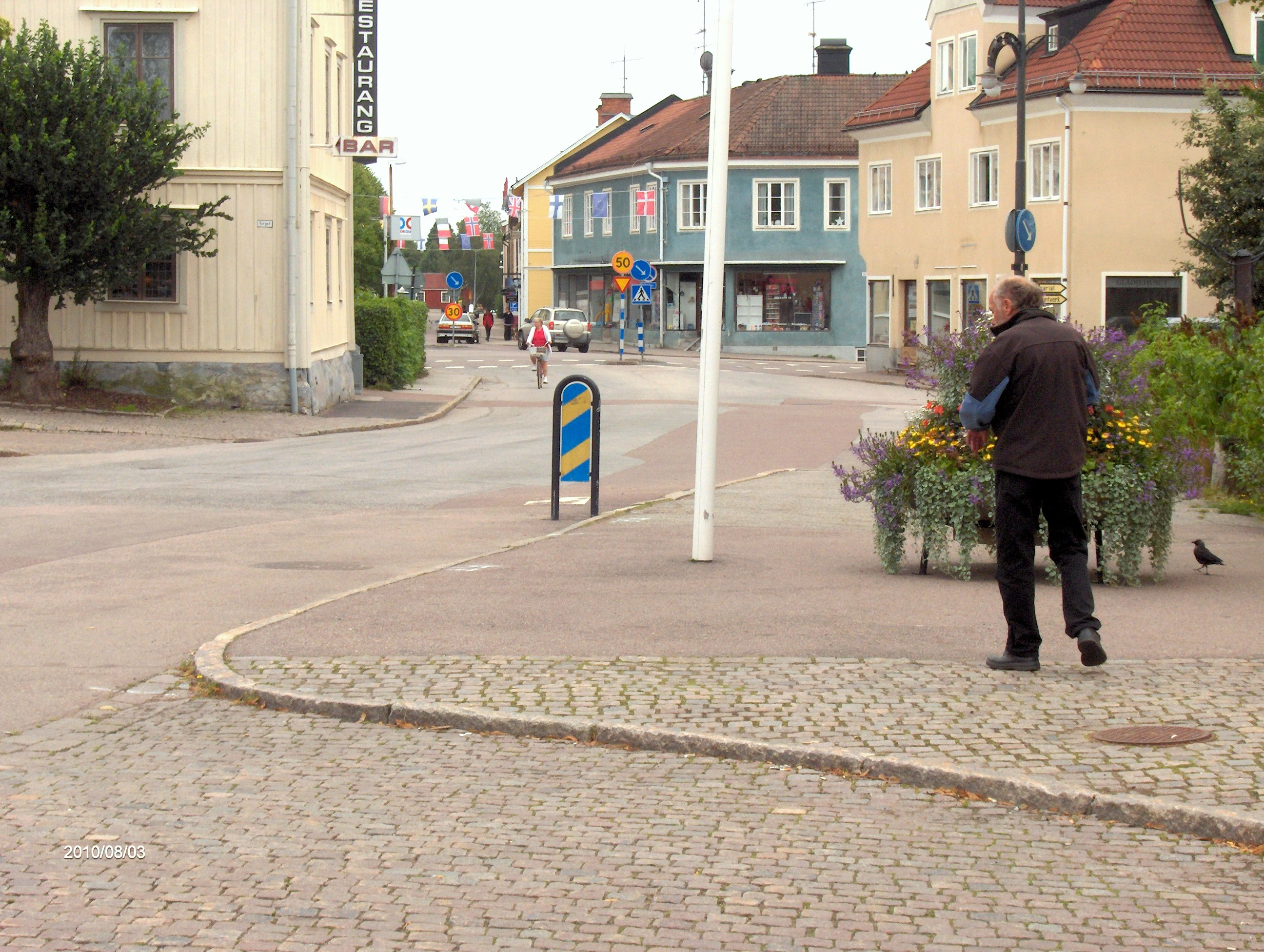
Vy över en del av Engelbrektsgatan i centrala Norberg. T.v. skymtas Värdshuset Engelbrekt.

Något mycket karakteristiskt för Norberg är hur man från Riksväg 68/69 ser Norbergs kyrka samt Mimerlaven resa sig ovan träden.
Vid Norbergsån står bland annat Skinnarängs kvarn som åtminstone funnits sedan 1800-talet. Strax intill kvarnen ligger den så kallade Kornettgården, en gård som härstammar från tidigt 1700-tal. På Kvarngatan ligger flera bergsmansgårdar på sina ursprungliga platser med tillhörande uthus, loftbodar och tvättstugor mot ån.
På Fagerstavägen ligger Abrahamsgården, en gård i 1700-talsmiljö med konstgalleri och hantverkshus. Gården har anor från medeltiden och har fyllt många olika funktioner. Gården är en av Norbergs äldsta bergsmansgårdar och har fungerat som gästgiveri, handelsbod och härbärge för forbönder.
På den plats där Fagerstavägen korsar Norbergsån via en stenvalvsbro låg en gång det medeltida torg som då var samhällets handelscentrum.
I den smala passagen mellan Stora Höijen och Lilla Höijen står en länga av bodar med ålderdomligt utseende. Dessa kan ge en antydan om hur bebyggelsen i centrala Norberg en gång såg ut.
Utmed fortsättningen av Fagerstavägen är bebyggelsen betydligt yngre. De stora mangårdsbyggnaderna till de forna gårdarna är här från 1800-talets mitt.[källa behövs]

### Torget

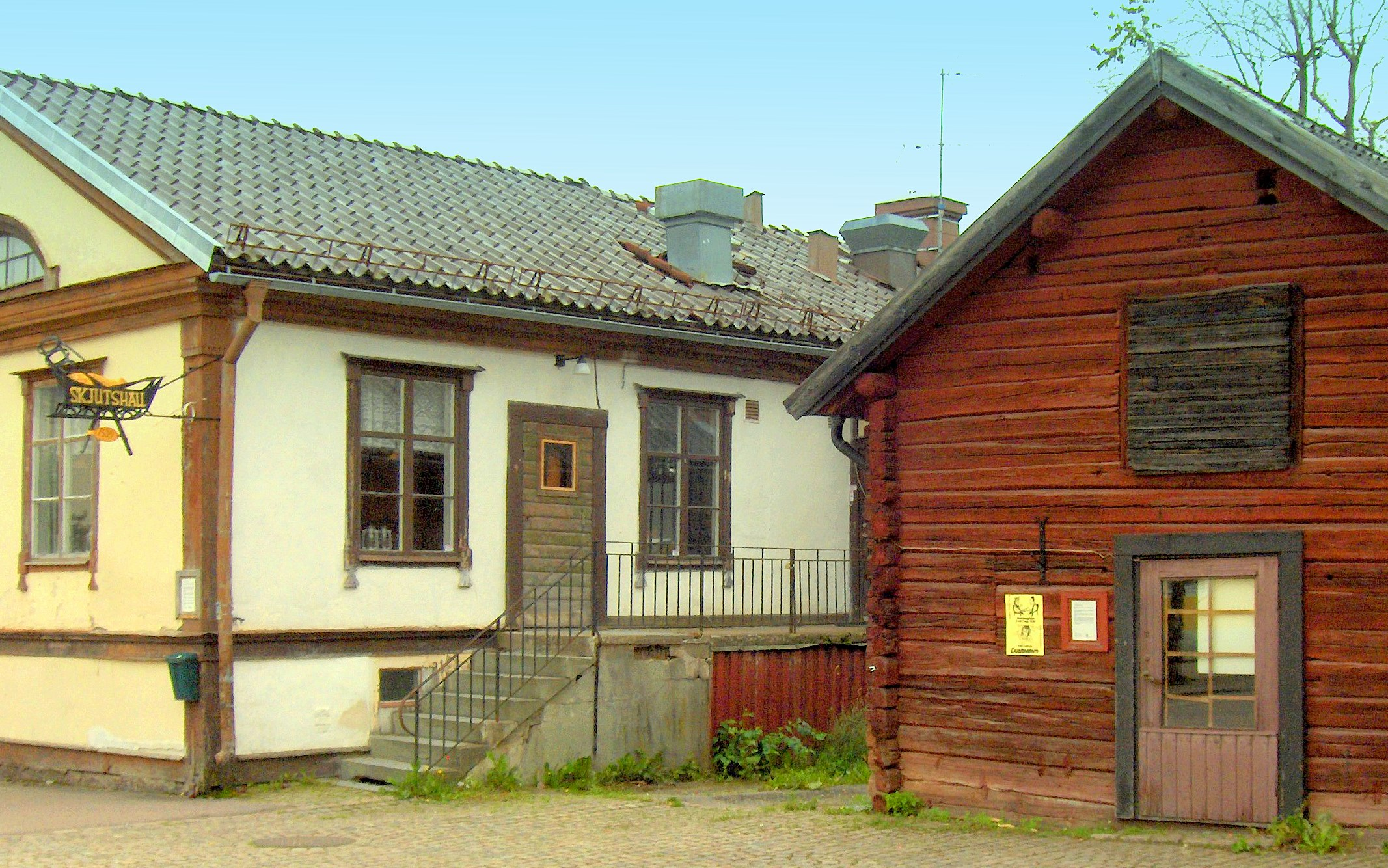
Tims lada (t.h.) och vitkalkat hus (t.v.) i centrala Norberg.

Mitt i Norberg finns torget, som är från slutet av 1800-talet. Nära torget finns Elsa Andersons Konditori, som ursprungligen låg i en tidigare kaptensbostad från Västerfärnebo socken. Konditoriet brann ner i augusti 2015, varefter byggnaden återuppbyggdes i samma form och konditoriet återöppnade i maj 2017.
Vid torget finns också Värdshuset Engelbrekt, ett gästgiveri från 1600-talet. Den nuvarande byggnaden restes 1824.

## Vägförbindelser
- Riksväg 68 - går genom Norberg från Avesta i nordost till Fagersta i sydväst.
- Riksväg 69 - går genom Norberg och Kärrgruvan mot Hedemora i norr.
- Länsväg 256 - går genom Norberg mot Sala i sydost.

## Näringsliv
Näringslivet består numera av småföretag inom olika branscher och kommunens satsning på turism.[källa behövs]

### Bankväsende
Norbergs sparbank grundades 1917. Den uppgick 1969 i Westmanlands läns sparbank som senare blev en del av Swedbank.
Mälareprovinsernas enskilda bank öppnade ett avdelningskontor i Norberg på 1860-talet. Senare tillkom kontor för Upplands enskilda bank och Svenska Handelsbanken. Mälarbanken uppgick därefter i Handelsbanken. Uplandsbanken fanns kvar i Norberg under hela dess existens, men kontoret lades senare ner av dess efterträdare.
Swedbank stängde kontoret i Norberg den 30 september 2016. Därefter fanns Handelsbanken kvar på orten.
Handelsbanken stängde sitt kontor i november 2021 sedan dess finns inga banker kvar i Norberg.

## Utbildning
I centrala Norberg finns två kommunala grundskolor; Källskolan och Centralskolan. Källskolan omfattar förskoleklass till och med tredje klass och har cirka 300 elever. Centralskolan omfattar årskurs 4-9. Sedan 2002 finns ingen gymnasieskola i Norberg. Från 1970-talet till och med 2002 fanns två gymnasieprogram på Bobergsskolan i Kärrgruvan.
Vad gäller vuxenutbildning huserar Komvux samt Bergslagens folkhögskola i Norberg.

## Kultur, evenemang och sevärdheter

### Bergslagens medeltidsmuseum och Karlberg

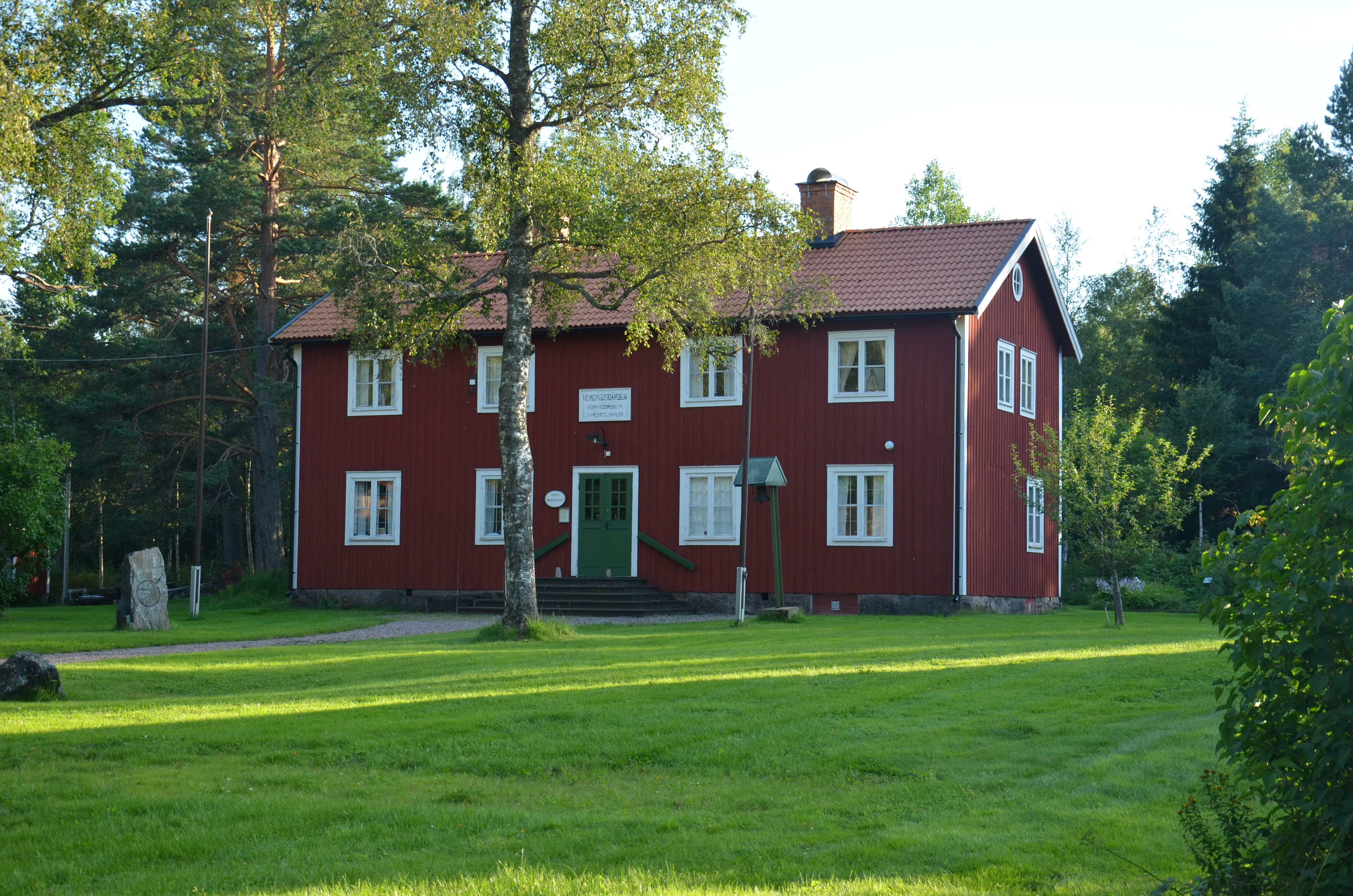
Karlbergs hembygdsgård

Bergslagens medeltidsmuseum består av Nya Lapphyttan och dess besökscentrum. Nya Lapphyttan är en rekonstruktion av masugnsanläggningen vid Lapphyttan, vilken troligtvis brukades under 1100- och 1200-talen. Den ligger i Karlberg strax väster om Norberg. Nya Lapphyttan visar tydligt början på de gruvsamhällen som växte fram i Bergslagen under medeltiden.

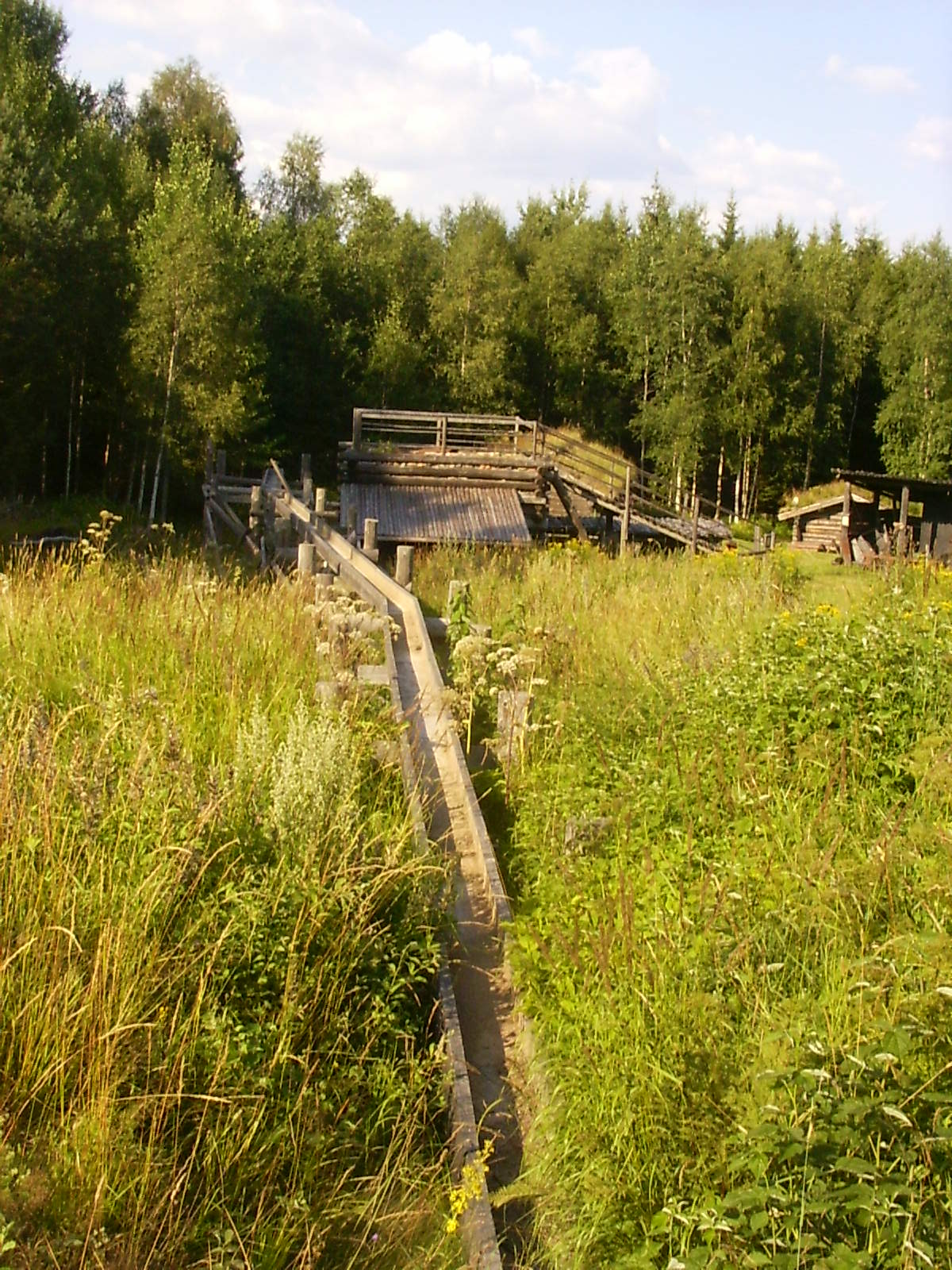
Ränna till vattenhjul i Nya Lapphyttan

I Karlberg finns också Norbergs hembygdsgård med ett tjugotal byggnader, de flesta ditforslade från trakterna omkring. Bland byggnaderna kan nämnas Myrbergs verkstad, en kopia av en bilverkstad från omkring 1910. Här anordnas årligen veteranbilsrallyn.

### Klackbergs gruvfält
Vid Klackbergs gruvfält finns en vandringsled bland gamla dagbrott. Blå grottan är ett vattenfyllt schakt som man når genom en gruvgång stoll och vid soligt väder ser man klarblått vatten. Man kan även beskåda två lavar i slaggsten byggda under 1880-talet, varav den ena, Gröndalslaven, är bevarad med fungerande maskinutrustning från 1920-talet såsom hiss och kompressor.

### Museijärnvägen
En museijärnväg går mellan Kärrgruvan och Ängelsberg. Engelsberg–Norbergs Järnväg trafikeras av museijärnvägsföreningen Engelsbergs Norberg Järnvägshistoriska förening (ENJ). Trafiken sker med rälsbuss på somrarna. Kärrgruvan fick en ny stationsbyggnad invigd och klar 2016. Tågresor arrangeras sommartid i samarbete med föreningen Barkens ångbåtar med Ångfartyget Runn. Ångfartyget går mellan Smedjebacken, Västanfors och Ängelsberg. Mellan Kärrgruvan och Smedjebacken sker transporten med veteranbuss.

### Kärrgruvans gruvmiljö och museum
I Kärrgruvan finns ett gruvmuseum och flera dagbrott från tiden med järnmalmsbrytning. Här finns också ett unikt polhemshjul som användes för kraftöverföring till länspumpar i gruvorna. Detta var före ångkraften och elektricitetens tid.

### Thorshammars verkstad
Thorshammars verkstad är en övergiven men intakt mekanisk verkstad från 1887, belägen strax norr om Norberg. Verksamheten började 1876 och lades ner 1983. Här tillverkades huvudsakligen tenn-, koppar- och mässingsföremål. Verkstaden är en del av Ekomuseum Bergslagen och sedan år 2004 ett byggnadsminne.

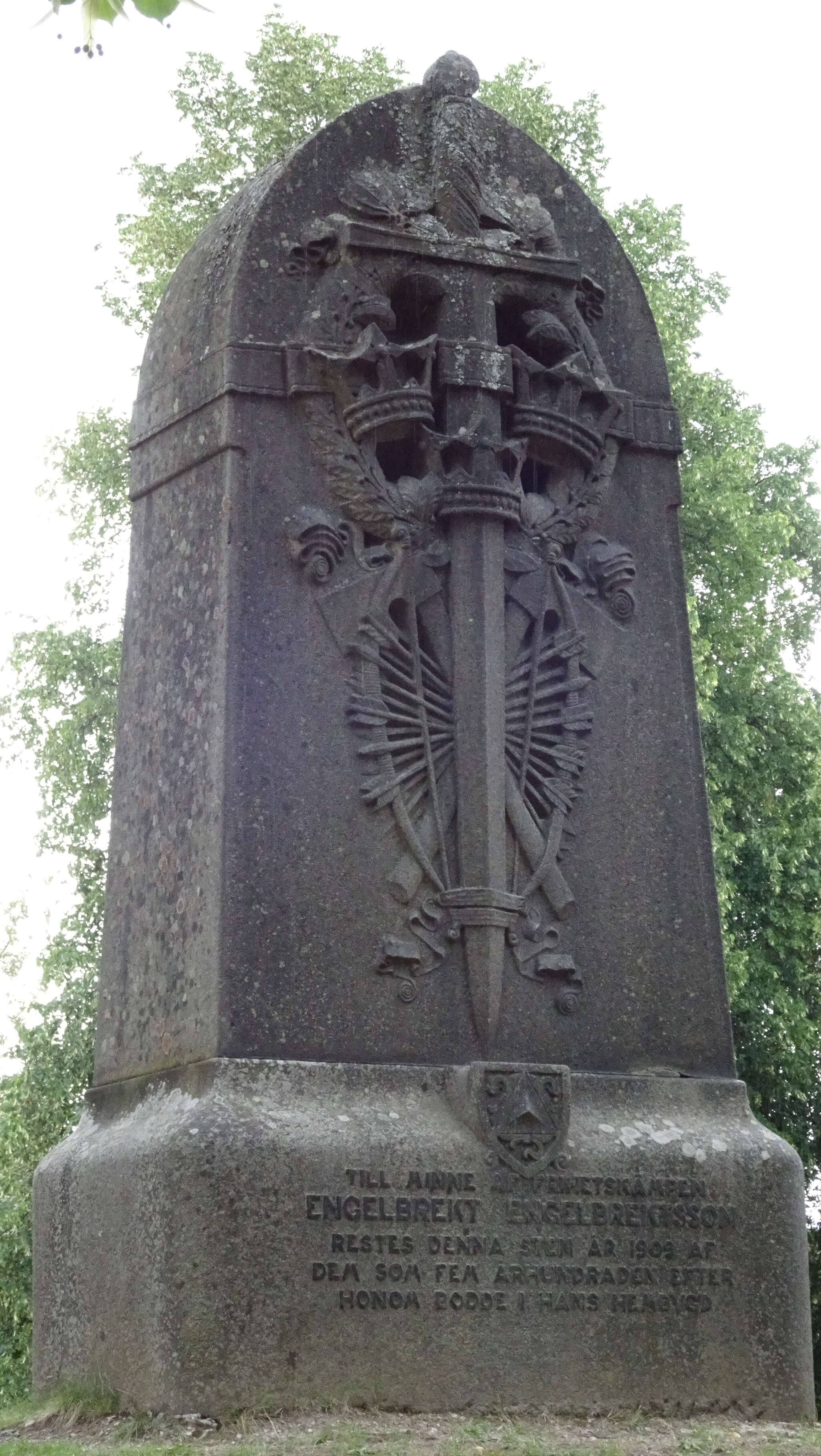
Minnessten tillägnad Engelbrekt Engelbrektsson, belägen i Tingshusparken i Norberg

### Engelbrekt
Engelbrekt Engelbrektsson föddes förmodligen i Ängelsberg söder om Norberg. Det finns en staty i Tingshusparken i Norberg till hans minne och en minnessten över Engelbrektsupproret 1434 längs väg 69 mot Hedemora.

### Kärrgruveparken
I Kärrgruvan ligger folkparken Kärrgruveparken. Kärrgruveparken var bland annat den plats där bandet Ebba Grön den 31 juli 1982 spelade sin sista konsert. Artisten Magnus Uggla, som hade premiär i parken 1986, uttryckte vid ett tillfälle att "Kärrgruvan var fantastisk". Andra artister och band som spelat i parken är Gyllene Tider, Sweet, Europe, Carola Häggkvist och senare bland andra Amaranthe, Stiff Little Fingers, Asta Kask, Stiko Per Larsson, Emanuel Ekström, Sator och Mimikry.

### Norbergfestival
Vid den nedlagda gruvanläggningen Mimerlaven arrangeras årligen Norbergfestival, en festival för elektronisk musik.

## Sport

### Engelbrektsloppet
Längdskidloppet Engelbrektsloppet går årligen av stapeln i februari i Norberg. Såväl start som målgång sker i centrala Norberg. Loppet är 60 km långt, genomfördes första gången år 1969 och är uppkallat efter frihetskämpen Engelbrekt Engelbrektsson. Loppet brukar ha drygt 2000 åkare. Likt Vasaloppet är Engelbrektsloppet ett valbart lopp i En Svensk Klassiker.

### Idrottsföreningar
- Norbergs AIF - fotbollsförening. En tidigare framstående back i denna förening är Kenneth Östberg[43], socialdemokratiskt landstingsråd och f.d. kommunalråd.[44]
- Norbergs Brottarklubb[45] - brottarklubb.
- Norbergs CK[46] - cykelklubb.
- Norbergs FK[47] - flygklubb med bas på Norbergs flygfält. Klubben har bl.a. fostrat flera VM-vinnare inom friflyg.[48]
- Norbergs KF[49] - kraftsportsförening.
- Norbergs OK[50] - orienteringsklubb.
- Norbergs Slalomklubb[51] - slalomklubb.
- Norbergs SK[52] - längdskidklubb. 1999 hölls SM i jaktstart på klubbens stadion.[53]
- Norbergs TK[54] - tennisklubb.
- Skogsgymnastikens IBS[55] - innebandyklubb.
- Járnhestur - Islandshästförening

### Bruksleden
Bruksleden är en vandringsled som leder genom Västmanland från Västerås genom Klackberg och norr om Norberg vidare till Avesta. Etapp 23 går genom Klackberg (karta 9). Etapp 24, 25 och 26 (karta 10) går vidare till Bjurfors. Kartor finns för nedladdning i pdf-format.

## Kända personer från Norberg
Se även Personer från Norberg
- Elsa Andersson – konditor
- Anders Gustaf Dalman, Sveriges sista skarprättare
- Elin Fumerie – konstnär
- Axel Grönberg – brottare
- Gustaf Gröning – jurist
- Frida Hansdotter – slalomåkare
- Sven Olov Karlsson, författare
- Lasse Kühler – dansare och skådespelare
- Jacob Risberg – riksdagsledamot